# Експедиција 20 (МСС)
Експедиција 20 била је двадесети дуготрајни боравак посаде на међународној свемирској станици (МСС). Значајна је по томе што је по први пут посада станице имала 6 чланова. Пошто летелица Сојуз може да прими само три путника, посада је подељена на два лансирања, прво 26. марта 2009. (Сојуз ТМА-14), а друго 27. маја 2009. године (Сојуз ТМА-15).